# Monceau (Stoumont)
Pour les articles homonymes, voir Monceau.
Monceau est un village situé en Belgique dans la commune de Stoumont dans la province de Liège.

## Situation
Perché sur la rive gauche de la rivière Amblève se trouve le village de Monceau qui est niché sur un plateau à 270 m d'altitude limité par deux ruisseaux ; à l'est, le "Laid Ru" et à l'ouest, un affluent du ruisseau dit "de l'Abreuvoir". Ces cours d'eau rejoignent au nord la rivière Amblève.
Le côté sud de ce plateau est dominé par le mont Saint-Victor dont le sommet culmine à 530 m et couvert essentiellement d'épicéas.

## Description
Dans le village se trouve un abreuvoir en pierre typique du pays rénové en 2006.
Les maisons sont bâties en pierre du pays, du schiste de ton brun foncé; les toits sont recouverts d'ardoises grises, appelées encore Cherbins - sorte d'ardoise au bout arrondi.
Il y a aussi une jolie maison en colombage.
Les anciens habitants comme dans tous les villages des environs parlent le wallon.
Le village est entouré de prés qui reposent sur une terre argileuse, typique à cette région: ce qui permet à l'eau de pluie de s'accumuler entre la couche herbeuse et l'argile. L'herbe peut donc y croître aisément, donnant une couleur verte spéciale, surtout au printemps, et appréciée par les plus belles vaches du pays qui produisent un lait typique à son goût léger et frais : un des meilleurs et des plus connus du royaume. 